# Хајдмиле
Хајдмиле (њем. Haidmühle) општина је у њемачкој савезној држави Баварска. Једно је од 25 општинских средишта округа Фрејунг-Графенау. Према процјени из 2010. у општини је живјело 1.421 становника. Посједује регионалну шифру (AGS) 9272122.

## Географски и демографски подаци
Хајдмиле се налази у савезној држави Баварска у округу Фрејунг-Графенау. Општина се налази на надморској висини од 831 метра. Површина општине износи 21,0 km². У самом мјесту је, према процјени из 2010. године, живјело 1.421 становника. Просјечна густина становништва износи 68 становника/km².